# Université de Bourges
L'université de Bourges est une ancienne université française, créée en 1463 et supprimée au moment de la Révolution française. 

## Histoire
L'université de Bourges a été créée par une ordonnance du roi Louis XI à la demande de son frère Charles, duc de Berry. Cette création a été autorisée le 12 décembre 1464 par le pape Paul II,. Après que les lettres patentes ont été expédiées de Montilz-lèz-Tours le 6 décembre 1469, Louis de Laval-Châtillon, alors gouverneur de Champagne, intervient en février-mars 1470, sur l'ordre du roi, pour la création de l'Université de Bourges. Il servit dans cette affaire d'intermédiaire entre les Berruyers, le roi et le Parlement de Paris, qui se refusait à entériner les lettres de privilèges accordées à la nouvelle université. L'université s'installe initialement dans les anciens locaux de l'Hôtel-Dieu, près de la cathédrale, libérés par la construction d'un nouvel Hôtel-Dieu de Bourges édifié à l'autre bout de la ville à la suite de l'incendie de la Madeleine de 1487.
Les premières années sont assez difficiles, notamment à cause du manque de sérieux des enseignants. 
La princesse Marguerite d'Angoulême, sœur du roi François Ier, manifeste son intérêt pour la jeune université. Puis Marguerite de France, fille de François Ier et sœur de Henri II, intéressée par les idées nouvelles, soutiendra à son tour l'université sur le conseil de Michel de l'Hospital. Elles vont inciter notamment la municipalité à engager des professeurs de renom, tels qu'Andrea Alciato dit Alciat (arrivé à Bourges en 1529) ou Jacques Cujas (mort à Bourges en 1590).  
En 1529, des locaux sont ouverts à proximité de la cathédrale. 
Même si elle dispose de cinq facultés (arts, théologie, médecine, droit canon et droit civil), l'université de Bourges se spécialise surtout dans l'enseignement du droit romain, qui n'est alors pas assuré  par l'université de Paris. Sous l'influence d'André Alciat se met en place une autre manière d'enseigner le droit romain, celle de l'humanisme juridique, qui emprunte plusieurs méthodes à la philologie (nécessité de lire le latin et le grec), à l'épigraphie archivistique, ainsi qu'à l'histoire et à l'étude rationnelle du droit. Parmi les principaux enjeux de l'humanisme juridique on trouve : l'établissement des textes du droit canon, les gloses, l'interprétation du corpus du droit civil et du droit canon à la lumière du renouveau des études de la littérature grecque et latine (ainsi que de leur traduction en français). La confrontation de ces travaux aux textes anciens, y compris les textes des pères de l'Église va ouvrir le champ au gallicanisme moderne.  
Après André Alciat viennent enseigner à Bourges Éguiner Baron, François Douaren, François Baudouin, Hugues Doneau et enfin Jacques Cujas. Cujas se brouille avec François Douaren, qui le voyait arriver à Bourges d'un mauvais œil. C'est seulement après la mort de François Douaren que Jacques Cujas reprendra ses cours à Bourges, où il finira ses jours. 
Il est à noter que les protections initiales de Marguerite d'Angoulême et la bienveillance du chancelier Michel de l'Hospital vont favoriser la présence d'un courant intellectuel formé à Bourges entre les professeurs et les étudiants, y compris dans d'autres disciplines que le droit. L'atmosphère intellectuelle va permettre de nouer des affinités proches du courant de la pré-Réforme : on sait que certains enseignants comme Melchior Wolmar — qui enseignera à Bourges le grec ancien et le latin à Jean Calvin et à Théodore de Bèze —, faisaient partie de ce courant et l'ont diffusé auprès de leurs étudiants. De même, un natif de La Châtre, Germain Colladon, étudiant à Bourges de 1527 à 1531, jouera un rôle éminent auprès de Jean Calvin et produira une synthèse juridique du droit civil genevois à partir du droit coutumier du Berry et du droit romain. 
L'université de Bourges comprenait au départ quatre nations : France, Berry, Aquitaine, Touraine. Des étudiants allemands viennent nombreux étudier à Bourges durant le XVIe siècle, mais c'est seulement en 1621 qu'est créée la nation germanique. 
L'université de Bourges décline fortement au XVIIe siècle, à la suite de la guerre de la Ligue d'Augsbourg qui dissuade les étudiants allemands de venir étudier en France.

## Professeurs auXVIesiècle
- Andrea Alciato (André Alciat)(1492-1550)
- Jacques Amyot (Melun 1513-Auxerre 1593)
- Barthélémy Aneau (Bourges 1510-Lyon 1561)
- François Baudouin (Arras 1520-Paris 1573)
- Éguiner-François Baron (Kerlouan 1495-Bourges 1550)
- Nicolas Bohier (Nicolaus Boherius) (Montpellier 1469-Bordeaux 1539)
- Pierre Bouquin, ou Bocquin (1518-1582)[11].

- François Connan (Paris 1508- Paris 1551)
- Jacques Cujas (Toulouse 1522-Bourges 1590)
- François Chambard
- Pierre Darty
- François Douaren (Moncontour 1509-Bourges 1559)
- Salvador Fernandez (Salvador de Ferrandina) (?-1529), professeur originaire du Portugal.
- Antoine Gautier
- Edward Henryson (Henri Edouard Écossais)
- François Hotman (Paris 1524-Bâle 1590)
- Antoine Leconte (Noyon 1526-Bourges 1586)
- Hugues Doneau (1527-1591), jurisconsulte
- André Lévescat (Evescatus, ou Episcopus)
- Pierre Loriot (Petrus Laureolus) (1528- Grenoble 1573)
- Jean de Manassis
- Jean de la Marche
- Philippe Prudhomme (Philippus Probus[12])(Saint-Benoît du Sault ?-1559)
- Jean Rabbi ou Raby (Rabus)
- Pierre Rebuffien (Petrus Rebuffus, Petrus Rebuffus de Montepessulano)[13] (Montpellier 1487-Paris 1557)
- Henry Scrimgeour (Écossais) (Dundee, Écosse, en 1505 - Genève, 23 septembre 1572)
- Annet Vitalis
- Melchior Wolmar (Rottweil 1497-Eisenach 1561)

## Étudiants auXVIesiècle
Certains étudiants ont pu devenir professeurs à Bourges après avoir soutenu leur thèse. Concernant les étudiants écossais à Bourges au XVIe siècle, voir l'ouvrage de Marie-Claude Tucker cité dans les sources.
- Hubert van Giffen (1534-1604), historien du droit, professeur d'université, philologue et juge
- Raoul Adrien (1561-1626)
- Archevêque Patrick Adamson (1543-1591)
- Heinrich Fugger
- Hermann Ludwig von Wittelsbach, fils de l'électeur palatin Frédéric III, décédé à Bourges
- Konrad Peutinger (1465-1547)
- William Barclay (Aberdeen 1546-Angers 1608)
- Théodore de Bèze (1519-1605)
- Germain Colladon (La Châtre 1508- Genève 1594)
- Jean Calvin (1509–1564)
- Antoine Loysel (1536-1617)
- Jean Second (Jan Everaerts)(1511-1536)
- Conrad Gessner (1516-1565)
- François du Jon (l'ancien) (1545-1602)
- Jacques-Auguste de Thou (1553-1617)

## Enseignement supérieur auxXXeetXXIesiècles
Au XXe siècle, une certaine renaissance est en cours avec la création d'établissements d'enseignement supérieur dont :
- École nationale supérieure d'ingénieurs (ENSIB),
- École des Beaux-Arts (ENSA),
- École Hubert Curien,
- École Supérieure des Techniques Appliquées de la COMmunication (ESTACOM),
- Institut Universitaire de Technologie de Bourges (IUT) créé en 1968,
- UFR de Droit (antenne rattachée à l'Université d'Orléans),
- UFR de Sciences (antenne rattachée à l'Université d'Orléans),
- Institut de Formation en Soins Infirmiers (IFSI),
- Classes préparatoires scientifiques au lycée Alain-Fournier,
- École supérieure du professorat et de l'éducation de Bourges,
- CREPS de Bourges.